# Bonifacy Witkowski

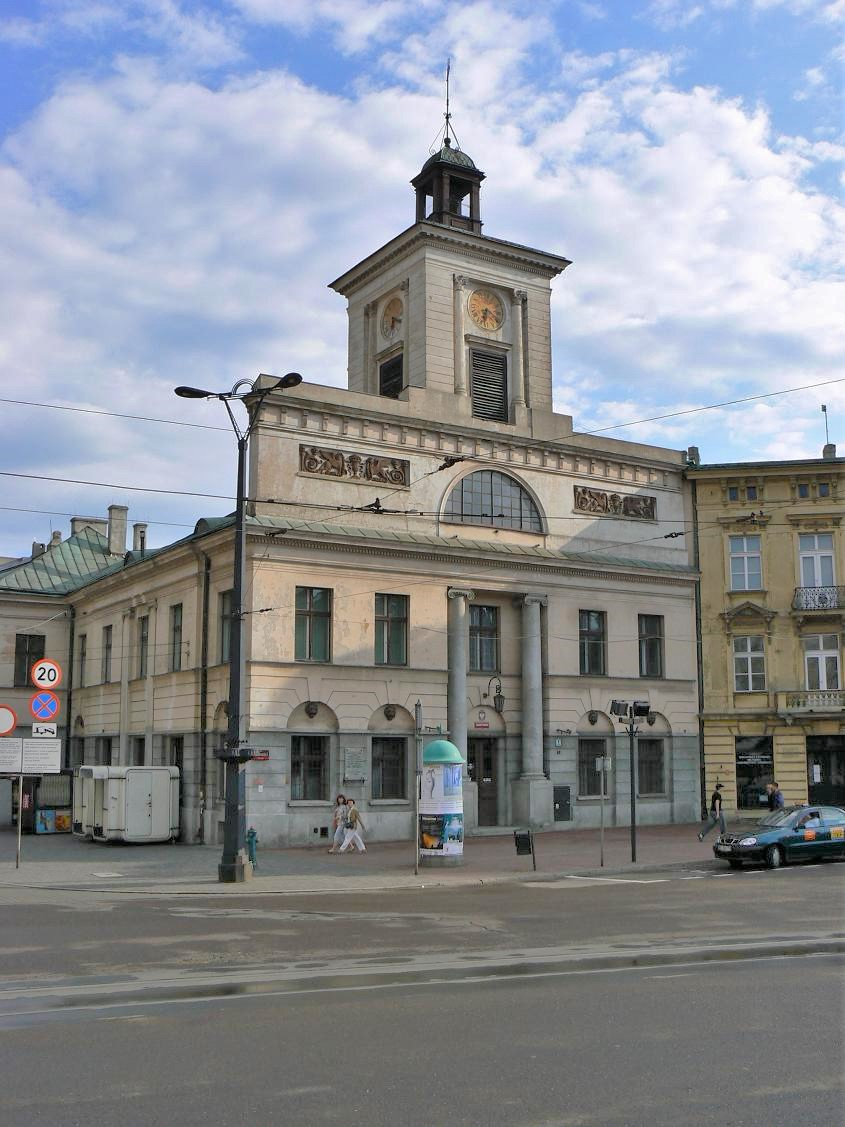
Ratusz w Łodzi

Gabriel Bonifacy Witkowski (ur. 24 marca 1800 w Płocku, zm. 16 września 1840 w Warszawie) – architekt.

## Życiorys
Szkołę średnią ukończył w Płocku. Był absolwentem Wydziału Sztuk Pięknych Uniwersytetu Warszawskiego, na który zapisał się 11 listopada 1818 (numer albumu 839).
Od 8 stycznia 1820 roku pracował jako konduktor na budowlach Komisji Rządowej Wyznań Religii i Oświecenia Publicznego. Od 3 października 1821 pracował jako adiunkt budowniczy Komisji Województwa Mazowieckiego. Od 12 lutego 1822 był intendentem domów rządowych. 27 lutego 1827 objął stanowisko budowniczego w Królestwie Polskim, a w latach 1829-37 był budowniczym województwa mazowieckiego. Na Mazowszu i w regionie łódzkim zasłynął jako autor licznych ratuszy m.in. w Łodzi, Kutnie, Łowiczu, Sochaczewie, Rawie Mazowieckiej, Skierniewicach, Górze Kalwarii.
Ożeniony z Marianną Apollonią Boretti (1804-1870), córką, budowniczego i architekta warszawskiego, Włocha Józefa Borettiego. Miał z nią ośmioro dzieci, spośród których sześcioro zmarło za życia ojca
- Kazimiera Barbara Anna (1825–1886)
- Izydor (1826–1839)
- Bogusława Katarzyna (1828–?)
- Alexy (1831–1837)
- Kacper Józef (1832–1836)
- Rychard (1832–1837)
- Izabella (1836–1837)
- Teodor (1839–?) - architekt, ukończył Cesarską Akademię Sztuk Pięknych w Petersburgu